# Bruno Frank
Bruno Frank, född 13 juni 1887, död 20 juni 1945, var en tysk författare.
Bruno Frank blev filosofie doktor 1912 efter att ha disputerat med avhandlingen Gustav Pfizers Dichtungen. Han författade noveller och romaner, kännetecknade av säker psykologi och fin stilkonst, som Die Fürstin (1915), Tage des Königs (1924), Tenck (1926), Politische Novelle (1928), Der Magier (1929) och Ein Mann namens Cervantes (1934, svensk översättning 1935), samt en rad populära skådespel som Zwölftausend (1927), Die Perlenkomödie (1928), Sturm im Wasserglas (1930) och Nina (1931). Han utgav även den självbiografiska Wie man Dramatiker wird (1931). Efter nationalsocialistiska partiets övertagande av makten 1933 lämnade Frank Tyskland och levde först i Schweiz, Frankrike och Storbritannien men överflyttade 1937 till USA, där han till sin död var knuten till olika filmbolag i Hollywood. I romanen Der Reisepass (1937) återgav Frank en kärlekshistoria ur emigrantkretsar med antinazistisk tendens. Die Tochter (1943, svensk översättning samma år) var en underhållningsroman med kosmopolitisk grundsyn, som gav bilder ur livet i Österrike under första världskriget med en judinna som huvudperson.